# كانسة الألغام (لعبة فيديو)
كانسة ألغام هي لعبة لاعب واحد من فئة ألغاز ألعاب الحاسوب. الهدف من اللعبة هو مسح لوحة مستطيلة تحتوي على «ألغام» مخبأة أو قنابل دون تفجير أي منها، بمساعدة من أدلة حول عدد الألغام المجاورة في كل مجال. نشأت اللعبة من الستينيات، وقد وُضعت في العديد من منصات الحوسبة المستخدمة اليوم، ولديها العديد من الإصدارات المختلفة.
بعض إصدارات كانسة الألغام تقوم بإعداد اللوحة من خلال عدم وضع الألغام في المربع الأول. كاسحة ألغام لإصدارات ويندوز تحمي المربع الأول الذي يُكشف؛ من ويندوز 7 وما بعده، قد يختار اللاعبون إعادة تشغيل لوحة، حيث يتم لعب اللعبة من خلال الكشف عن مربعات الشبكة بالنقر أو الإشارة إلى كل مربع بطريقة أخرى. إذا تم الكشف عن مربع يحتوي على لغم، يخسر اللاعب. إذا لم يتم الكشف عن الألغام، فسيتم عرض الرقم بدلاً من ذلك في المربع، مما يشير إلى عدد المربعات المجاورة التي تحتوي على الألغام؛ إذا لم تكن هناك ألغام مجاورة، يصبح المربع فارغًا، ويتم الكشف عن جميع المربعات المجاورة بشكل متكرر. يستخدم المشغل هذه المعلومات لاستنتاج محتويات المربعات الأخرى، وقد يكشف إما بأمان عن كل مربع أو يميز المربع بأنه يحتوي على لغم.

## التاريخ
ترجع أصول لعبة كانسة الألغام إلى الألعاب المركزية الأولى في الستينيات والسبعينيات. أصبح أسلوب اللعب الأساسي شريحة شعبية من الأحاجي خلال الثمانينات.

## التوزيع والمتغيرات
غالبًا ما يتم تجميع إصدارات كانسة الألغام مع أنظمة التشغيل وواجهة المستخدم الرسومية، بما في ذلك كانسة الألغام لـ أو إس/2 وفي ويندوز وكدي وغيرها. يمكن العثور على العديد من الاصدارات المستنسخة على شبكة الإنترنت.
تحتوي متغيرات اللعبة الأساسية بشكل عام على حقول ألغام بشكل مختلف، بأبعاد اثنين وثمانية، وقد يكون لها أكثر من لغم في الخلية.

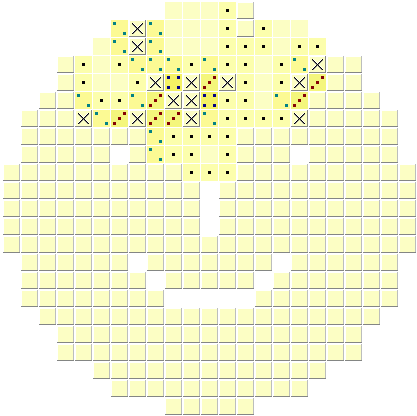
على الانترنت، دائرية
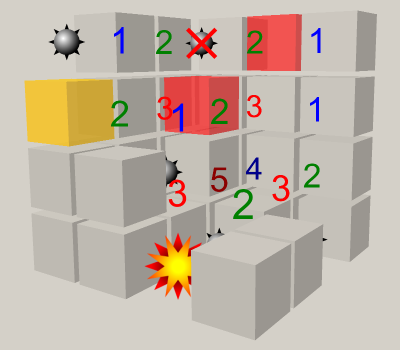
ثلاثية الأبعاد
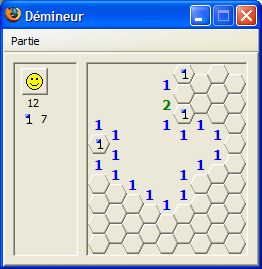
سداسي الشكل
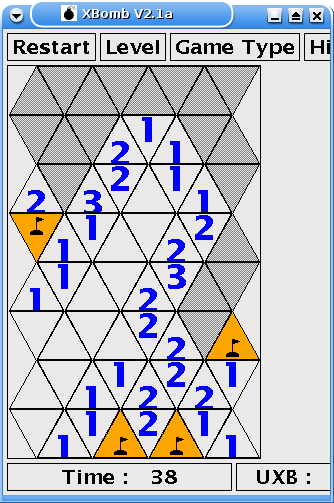
مثلثات
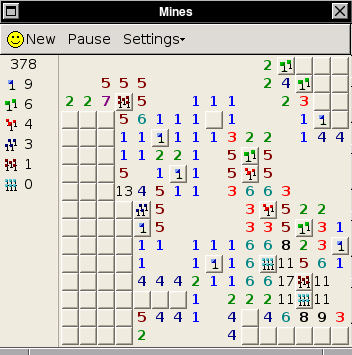
ألغام متعددة في المجالات
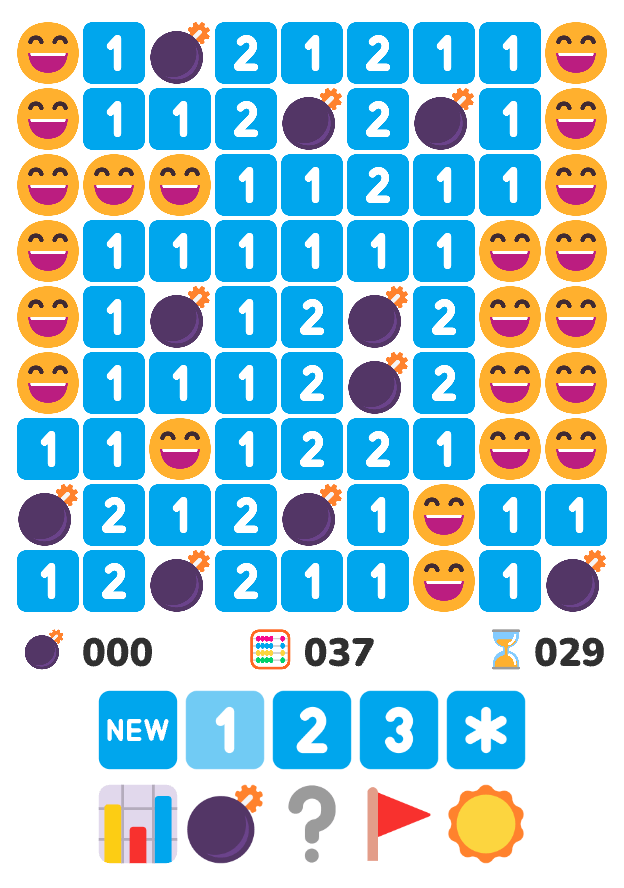
إيموجي

## روابط خارجية
- كانسة الألغام على موقع IMDb (الإنجليزية)